# Óscar Sielva Moreno
Óscar Sielva Moreno (Olot, 6 augustus 1991) is een Spaans profvoetballer die speelt als middenvelder.

## Clubcarrière
Moreno genoot zijn jeugdopleiding bij RCD Espanyol, waar hij tijdens het seizoen 2008/09 vijfmaal speelde tijdens een Primera División-wedstrijd en eenmaal tijdens de Copa del Rey. Hij maakte de voorbereiding mee van het seizoen 2009/10, waarna besloten werd om hem meer speeltijd te geven en hem voor een jaar uit te lenen aan het net naar de Segunda División A gepromoveerde FC Cartagena. Moreno speelde echter minder dan zeven competitiewedstrijden. Hierop werd besloten hem vanaf januari 2010 in te zetten bij het in een klasse lager spelend RCD Espanyol B. Aan het einde van het seizoen kon de ploeg zich echter niet handhaven en degradeerde naar de Tercera División. Ook tijdens het begin van het seizoen 2011/12 verlengde hij zijn contract, maar in november 2011 ondertekende hij een contract bij Atlético Malagueño, de jeugdafdeling van Málaga CF. Hij verbleef er anderhalf seizoen. Na zijn periode bij Atlético Malagueño vond Moreno geen nieuwe ploeg.
Na een seizoen zonder profcontract keerde hij voor het seizoen 2014/15 terug naar zijn geboortestad en tekende bij UE Olot, een ploeg uit de Segunda División B.
Tijdens het seizoen 2015/16 stapte hij over naar FC Marbella.
Het daaropvolgende seizoen 2016/17 zakte hij af naar de Tercera División bij CE Europa. In de winterstop keerde hij echter terug naar het derde Spaanse niveau bij UD Somozas.
Vanaf seizoen 2017/18 kwam hij terecht bij een nieuwkomer uit de Segunda División B, CR Bouzas.
Het daaropvolgende seizoen 2018/19 tekende hij bij SD Ponferradina. In dit eerste seizoen zou hij drie maal scoren tijdens tweeënveertig wedstrijden.  De ploeg eindigde op de tweede plaats en deed zo mee aan de play-offs. Achtereenvolgens werden UE Cornellà, zijn vroegere werkgever FC Cartagena en Hércules CF uitgeschakeld en zo promoveerde Moreno met zijn ploeg naar de Segunda División A.  Tijdens het seizoen 2019/20 zou hij achtendertig wedstrijden spelen zonder enig doelpunt te scoren.  De ploeg kon zich met een achttiende plaats net als laatste deelnemer handhaven.  Ook tijdens het seizoen 2020/21 bleef hij actief bij de ploeg uit Castilië en León. Tijdens dit tweede seizoen was hij veel trefzekender en scoorde tien doelpunten tijdens negenentwintig optredens.
Vanaf seizoen 2021-2022 speelde hij voor reeksgenoot SD Eibar.  Hij tekende er een tweejarig contract. Deze ploeg was net uit het hoogste Spaanse nivuau gedegradeerd en wilde zo snel als mogelijk terug keren.  Dit zou echter niet lukken en ook de integratie van de speler liep niet zo goed zodat hij slechts achttien wedstrijden zou spelen.  Daarom werd hij tijdens seizoen 2022-2023 uitgeleend aan reeksgenoot SD Huesca.  Op het einde van het seizoen lichtte de ploeg uit Huesca de optie en de speler tekende een contract tot en met juni 2026.

## Interlandcarrière
Moreno speelde tussen 2008 en 2010 in Spanje onder 17 en Spanje onder 19.

## Erelijst
Spanje –17
- Europees kampioenschap voetbal onder 17: 2008

 SD Ponferradina
- Promotie naar de Segunda División A:2018/19